# Hvalsø (stacja kolejowa)
Hvalsø (duński: Hvalsø Station) – stacja kolejowa w miejscowości Hvalsø, w regionie Zelandia, w Danii. Znajduje się na Nordvestbanen prowadzącej z Roskilde. 
Jest obsługiwana i zarządzana przez Danske Statsbaner.

## Linie kolejowe
- Nordvestbanen